# Гриффит, Энди
Энди Гриффит (англ. Andy Griffith, 1 июня 1926 — 3 июля 2012) — американский актёр, телевизионный продюсер, сценарист и исполнитель госпел, лауреат премий «Грэмми» и «Выбор народа», номинант на «Эмми» и «Тони», а также обладатель звезды на Голливудской аллее славы.

## Биография
Гриффит родился 1 июня 1926 года в Маунт-Эри, штат Северная Каролина, в семье Карла Ли Гриффита и его жены Женевы. Свою карьеру начал на телевидении в середине 1950-х годов, где в дальнейшем в полной мере раскрыл свой комедийный талант и получил большое признание и успех зрителей. Наиболее популярными телепроектами с его участием стали его собственное шоу, под названием «Шоу Энди Гриффита», выходившее на «CBS» с 1960 по 1968 год, а также судебная драма «Мэтлок», где актёр исполнял главную роль с 1986 по 1995 год. На большом экране Гриффит запомнился своей дебютной ролью в политической драме Элиа Казана «Лицо в толпе» (1957), а в завершении карьеры часто появлялся в комедийных и молодёжных картинах, среди которых «Неистребимый шпион» (1996), «Официантка» (2007) и «Сыграем в игру» (2009).
Помимо актёрской карьеры Гриффит занимался музыкой, записав ряд альбомов, наиболее успешными из которых стали сборники христианских гимнов, выпущенные в 2000-х годах. Актёр трижды был женат, став отцом двоих детей от своей первой супруги Барбары Гриффит.
Энди Гриффит скончался 3 июля 2012 года от сердечного приступа в своём доме на острове Роанок в штате Северная Каролина, в возрасте 86 лет, где спустя пять часов был похоронен на семейном кладбище.